# Pavel Nedvěd
Pavel Nedvěd (* 30. srpna 1972 Cheb) je český fotbalový funkcionář, který působí na pozici generálního manažera české fotbalové reprezentace a bývalý profesionální fotbalista, který hrával na pozici křídelníka či ofenzivního záložníka. Převážně působil ve vedení italského Juventusu. V roce 2003 se stal nejlepším fotbalistou světa, když ovládl anketu Zlatý míč. Svou hráčskou kariéru ukončil v roce 2009 v italském Juventusu. Mezi lety 1994 a 2006 odehrál také 91 utkání v dresu české reprezentace, v nichž vstřelil 18 branek.
Na Mistrovství Evropy 1996 získal s českým národním týmem stříbrnou medaili a na ME 2004 bronz. Během kariéry vyhrál Pohár vítězů pohárů a Superpohár UEFA. V Česku čtyřikrát ovládl anketu Fotbalista roku a stal se Sportovcem roku 2003, mistrem Československa a dvojnásobným mistrem Česka a Itálie.
Pelé ho roku 2004 zařadil mezi 125 nejlepších žijících fotbalistů. Prezident republiky Miloš Zeman jej v roce 2015 vyznamenal medailí Za zásluhy.

## Klubová kariéra

### Mládež
Nedvěd začínal s fotbalem ve městě Skalná, kde hrál v místním Tatranu od svých pěti let. Následně se přesunul do akademie Chebu a v roce 1986 zamířil do mládeže Viktorie Plzeň.

### Dukla Praha
V dresu Plzně ale neodehrál jediné ligové utkání a v roce 1990 odešel do pražské Dukly, kde během sezóny 1991/92 odehrál 19 utkání, v nichž vstřelil 3 góly.

### Sparta Praha

#### Sezóna 1992/93
Po návratu z Dukly přestoupil v létě 1992 Nedvěd do Sparty Praha, kde se začal postupně prosazovat do základní sestavy trenéra Dušana Uhrina a hned ve své první sezóně vyhrál se Spartou ligový titul. V sezóně odehrál 18 utkání, ve kterých se ale střelecky neprosadil.

#### Sezóna 1993/94
Během následující sezóny patřil Nedvěd už ke stabilním členům základní sestavy Sparty. 3. dubna 1994 vstřelil Nedvěd svůj první gól v české nejvyšší soutěži, a to při výhře 2:1 nad Vítkovicemi. Pod novým trenérem Karolem Dobiášem odehrál 23 ligových utkání, v nichž vstřelil 3 branky, a pomohl Spartě k zisku titulu v prvním ročníku české nejvyšší soutěže.

#### Sezóna 1994/95
Nedvěd v sezóně 1994/95 patřil k nejdůležitějším hráčům týmu. Spartě se podařilo získat ligový titul i v této sezóně, a to i přestože se u klubu vystřídali hned čtyři trenéři, a to Karol Dobiaš, Vladimír Borovička, Jürgen Sundermann a Jozef Jarabinský. Nedvěd odehrál 27 utkání, v nichž vstřelil 6 branek.

#### Sezóna 1995/96
Ve své poslední sezóně v české nejvyšší soutěži byl Nedvěd tahounem Sparty, vstřelil 14 branek ve 27 ligových zápasech. Sparta ale v sezóně nenavázala na předchozí úspěchy a v lize skončila až na 4. příčce s 21 bodovou ztrátou na první Slavii.

### Lazio Řím
Pavel Nedvěd byl součástí české fotbalové reprezentace na Mistrovství Evropy ve fotbale 1996, kde česká reprezentace podlehla až ve finále Německu. Jeho výkon ale nezůstal bez povšimnutí a v létě 1996 si ho vyhlédl trenér italského Lazia Řím Zdeněk Zeman. Kvůli snaze tehdejšího majitele Sparty Rezeše vyhnout se platbě výchovného Viktorii Plzeň z rekordní přestupové částky, přestoupil Nedvěd ze Sparty Praha nejprve za zanedbatelnou částku do Rezešových Košic a teprve z nich do Lazia Řím. V italské nejvyšší soutěži Nedvěd debutoval 7. září 1996, když nastoupil do utkání proti Bologni (prohra 0:1). Hned ve své první sezóně se Nedvěd stal stabilním členem základní sestavy Lazia a pomohl mu ke konečné čtvrté příčce v lize.
V sezóně 1997/98 vyhrál Nedvěd s Laziem italský fotbalový pohár a došel až do finále poháru UEFA, ve kterém ale Lazio podlehlo milánskému Interu 0:3. Na konci srpna pak gólem přispěl k zisku italského superpoháru při výhře 2:1 nad Juventusem.
V roce 1999 získal s italským klubem historicky poslední titul pro vítěze poháru vítězů pohárů; ve finále s Realem Mallorca vstřelil vítězný gól na konečných 2:1 a stal se historicky posledním střelcem evropského poháru. V Superpoháru UEFA pak nastoupil v základní sestavě proti Manchesteru United, Lazio si díky výhře 1:0 zajistilo další trofej.
V následující sezóně přispěl Nedvěd pěti vstřelenými ligovými brankami pod trenérem Svenem-Göranem Erikssonem k zisku ligového titulu, pro Lazio to byl teprve druhý titul v Serii A v jeho historii. V září 2000 pak Nedvěd s Laziem získal další trofej, a to po výhře 4:3 nad Interem Milán v italském superpoháru.
Nedvědovy výkony v dresu Lazia neunikly ani nejslavnějším evropským velkoklubům. Lukrativní nabídky podal Manchester United, Real Madrid, Arsenal, Barcelona, Inter Milán nebo londýnská Chelsea. Tehdejší majitel Lazia Sergio Cragnotti ale v létě 2001 prohlásil: “Mám tři klenoty: Nestu, Veróna a Nedvěda. Ti jsou neprodejní.” I přestože finanční problémy klubu narůstaly, rozhodl se Nedvěd podepsal nový kontrakt do léta 2026. Po dalších jednáních s Juventusem se ale přeci jen Lazio domluvilo na přestupu Nedvěda do turínského týmu.

### Juventus
V létě 2001 přestoupil Nedvěd za 41,2 milionů eur do Juventusu, kde se měl stát náhradou za francouzského záložníka alžírského původu Zinédina Zidana, který to samé léto přestoupil do Realu Madrid. Nedvěd se stal hned ve své první sezóně v dresu Staré dámy páteří týmu a 4 góly a 11 asistencemi přispěl k zisku ligového titulu. V srpnu pak získal Nedvěd další trofej, a to po výhře 2:1 v italském superpoháru.
V druhé sezoně mezi Bianconeri se Nedvěd stal skutečně klíčovou postavou svého týmu. Získal další ligový titul a významnou měrou přispěl k postupu Juventusu do finále Ligy mistrů. Chvíli před koncem semifinálového utkání s Realem Madrid po faulu na anglického záložníka Steva McManamana ale Nedvěd obdržel druhou žlutou kartu, a tak musel vynechat finálové utkání s AC Milán. Penaltový finálový rozstřel, který nakonec rozhodl, lépe zvládl tým z Milána. Nedvěd byl i přesto vyhlášen nejlepším záložníkem Ligy mistrů. Na konci roku 2003 získal jako druhý Čech, po Josefu Masopustovi, cenu Zlatý míč pro nejlepšího fotbalistu Evropy. V anketě obdržel 190 bodů a předstihl tak druhého Thierriho Henryho (Francie, 128 bodů) a třetího Paola Maldiniho (Itálie, 123 bodů).
Sezóna 2003/04 ale nebyla pro Nedvěda ani Juventus příliš povedená. V Lize mistrů skončili svěřenci Marcella Lippiho už v osmifinále a v domácí Serii A z toho nakonec bylo jen třetí místo.
V létě 2004 došlo v Juventusu ke změně na trenérském postu. Po letech ho opustil Marcello Lippi, místo něhož z AS Řím přišel Fabio Capello. Kvůli následkům zranění z Eura 2004 vynechal Nedvěd úvod sezóny 2004/05 a kvůli přetrvávajícím zdravotním problémům se v září 2004 rozhodl ukončit svou reprezentační kariéru, aby se mohl soustředit na doléčení zranění a výkony v Juventusu. V sezóně se nakonec Nedvěd vrátil do své původní formy a pod novým trenérem slavil zisk dalšího ligového titulu a v Lize mistrů skončil ve čtvrtfinále, z něhož na úkor Juventusu postoupili pozdější vítězové z Liverpoolu.
Ročník 2005/06 přinesl Juventusu v pořadí již 29. scudetto. Po sezoně ale vyplula na povrch korupční aféra, do které byla zapletena řada týmu včetně Juventusu. Zdaleka nejpřísnější trest si odnesl právě turínský klub. Přišel o dva poslední tituly a s bodovým odpočtem byl přeřazen do Serie B.
Po sestupu do druhé italské ligy opustila Juventus řada klíčových hráčů, Nedvěd se ale rozhodl, společně s Gianluigi Buffonem či Alessandrem Del Pierem, v klubu zůstat a pomoct mu k návratu mezi elitu. Nedvěd patřil k nejlepším hráčům celé soutěže a 11 brankami a 9 asistencemi pomohl Juventusu k zisku prvního místa a k postupu i přes původní bodový odpočet.
Po postupu zpátky do Serie A patřil Nedvěd, i přes svůj pokročilý věk, ke členům základní sestavy Juventusu a svými výkony pomohl týmu ke konečné třetí příčce.
O místo v sestavě nepřišel ani ve své poslední sezóně v kariéře. V ročníku 2008/09 odehrál Nedvěd 44 soutěžních utkání, v nichž vstřelil 7 branek a přidal 8 asistencí.
Dne 26. srpna 2009 oficiálně potvrdil konec fotbalové kariéry.

## Reprezentační kariéra
Pavel Nedvěd debutoval v české reprezentaci 5. června 1994 na stadionu Lansdowne Road v přátelském utkání proti domácímu Irsku, když nastoupil do druhého poločasu v 84. minutě na hřiště místo Jiřího Němce. Česko mezistátní zápas vyhrálo 3:1.
První gól v národním dresu vstřelil na Mistrovství Evropy ve fotbale 1996 v zápase základní skupiny proti Itálii, v 5. minutě otevíral skóre utkání, které české mužstvo vyhrálo 2:1. Družstvo se pod vedením tehdejšího reprezentačního trenéra Dušana Uhrina dokázalo probít až do finále, kde podlehlo favorizovaným Němcům. 
Po vydařené kvalifikaci český národní tým na Euru 2000 nedokázal zopakovat úspěch z Anglie. Vítězství nad Dánskem po porážkách s Nizozemskem a Francií na postup ze skupiny nestačilo. S týmem se po ME rozloučil kapitán Jiří Němec a trenér Chovanec se rozhodl, že novým kapitánem se stane právě Nedvěd.
Nedvěd už jako reprezentační kapitán nedokázal český národní tým dovést na závěrečný turnaj mistrovství světa v roce 2002. Přímý postup do Japonska a Koreje z původně slibně rozehrané kvalifikace Chovancovým svěřencům uniklo a v následném barážovém dvojzápasem Česko podlehlo Belgii. Těsně před koncem odvetného zápasu na Letné Nedvěd za protesty obdržel druhou žlutou kartu a byl vyloučen.
Po Jozefu Chovancovi tým přebral Karel Brückner, který se s národním mužstvem kvalifikuje na EURO 2004, kde byla Česká republika pro některé odborníky černým koněm turnaje. Na závěrečném turnaji prošli Češi  náročnou základní skupinou a ve čtvrtfinále si bez větších problémů poradili i s Dánskem. V semifinále český tým ale překvapivě prohrál s řeckým výběrem, v zápase si Nedvěd nešťastně poranil koleno a přestože se snažil v utkání pokračovat, musel být vystřídán Vladimírem Šmicerem. V pátek 24. září 2004 oznámil, že se rozhodl ukončit svou reprezentační kariéru, aby se mohl soustředit na doléčení zranění a výkony v Juventusu.
Do reprezentace se vrátil na podzim 2005 a pomohl týmu postoupit v baráži přes Norsko po 16 letech na Mistrovství světa. V prvním utkání se Čechům podařilo porazit výběr Spojených států,, následovala překvapivá porážka s Ghanou 2:0. V posledním zápase český tým podlehl favoritům z Itálie, a tak skončil na turnaji už ve skupině.
Reprezentační kariéru zakončil 16. srpna 2006 v přípravném zápase proti Srbsku v Uherském Hradišti, který český tým prohrál 1:3. Hrál do 44. minuty, poté byl za stavu 1:1 vystřídán Davidem Jarolímem. Pavel Nedvěd odehrál za český tým 91 zápasů (s bilancí 53 výher, 16 remíz, 22 proher) a vstřelil 18 gólů.

### Reprezentační góly a zápasy
Účast Pavla Nedvěda na vrcholových turnajích:
- ME 1996 v Anglii
- ME 2000 v Nizozemsku a Belgii
- ME 2004 v Portugalsku
- MS 2006 v Německu

Zápasy Pavla Nedvěda v A-mužstvu české reprezentace 
| Rok    | Zápasy | Góly |
| ------ | ------ | ---- |
| 1994   | 1      | 0    |
| 1995   | 4      | 0    |
| 1996   | 12     | 2    |
| 1997   | 10     | 2    |
| 1998   | 3      | 1    |
| 1999   | 9      | 2    |
| 2000   | 10     | 4    |
| 2001   | 11     | 4    |
| 2002   | 6      | 0    |
| 2003   | 8      | 2    |
| 2004   | 9      | 0    |
| 2005   | 2      | 0    |
| 2006   | 6      | 1    |
| Celkem | 91     | 18   |

Góly Pavla Nedvěda za A-mužstvo české reprezentace 
| Gól | Datum        | Stadion                                    | Soupeř            | Skóre (min.) | Výsledek | Soutěž                       | Gól         |
| --- | ------------ | ------------------------------------------ | ----------------- | ------------ | -------- | ---------------------------- | ----------- |
| 010 | 014. 6. 1996 | Anfield Road, Liverpool, Anglie            | Itálie            | 01:00 (5.)   | 2:1      | EURO 1996                    | padl ze hry |
| 02  | 018. 9. 1996 | Na Stínadlech, Teplice                     | Malta             | 02:00 (23.)  | 6:0      | Kvalifikace na MS 1998       | padl ze hry |
| 03  | 17. 12. 1997 | Stadion krále Fahda, Rijád, Saúdská Arábie | SAE               | 02:00 (22.)  | 6:1      | Konfederační pohár FIFA 1997 | padl ze hry |
| 04  | 17. 12. 1997 | Stadion krále Fahda, Rijád, Saúdská Arábie | SAE               | 04:00 (42.)  | 6:1      | Konfederační pohár FIFA 1997 | padl ze hry |
| 05  | 14. 10. 1998 | Na Stínadlech, Teplice                     | Estonsko          | 01:00 (8.)   | 4:1      | Kvalifikace na EURO 2000     | padl ze hry |
| 06  | 04. 9. 1999  | Žalgiris Stadion, Vilnius                  | Litva             | 00:10 (60.)  | 0:4      | Kvalifikace na EURO 2000     | padl ze hry |
| 07  | 04. 9. 1999  | Žalgiris Stadion, Vilnius                  | Litva             | 00:20 (62.)  | 0:4      | Kvalifikace na EURO 2000     | padl ze hry |
| 08  | 026. 4. 2000 | Letná, Praha                               | Izrael            | 01:00 (14.)  | 4:1      | přátelské utkání             | padl ze hry |
| 09  | 026. 4. 2000 | Letná, Praha                               | Izrael            | 03:00 (57.)  | 4:1      | přátelské utkání             | padl ze hry |
| 10  | 07. 10. 2000 | Na Stínadlech, Teplice                     | Island            | 03:00 (44.)  | 4:0      | Kvalifikace na MS 2002       | padl ze hry |
| 11  | 07. 10. 2000 | Na Stínadlech, Teplice                     | Island            | 04:00 (90.)  | 4:0      | Kvalifikace na MS 2002       | trestný kop |
| 12  | 024. 3. 2001 | Windsor Park, Belfast, Severní Irsko       | Severní Irsko     | 00:10 (11.)  | 0:1      | Kvalifikace na MS 2002       | padl ze hry |
| 13  | 015. 8. 2001 | Sportovní areál Drnovice, Drnovice         | Jižní Korea       | 01:00 (30.)  | 5:0      | přátelské utkání             | padl ze hry |
| 14  | 06. 10. 2001 | Letná, Praha                               | Bulharsko         | 02:00 (16.)  | 6:0      | Kvalifikace na MS 2002       | trestný kop |
| 15  | 06. 10. 2001 | Letná, Praha                               | Bulharsko         | 06:00 (76.)  | 6:0      | Kvalifikace na MS 2002       | padl ze hry |
| 16  | 02. 4. 2003  | Letná, Praha                               | Rakousko          | 01:00 (19.)  | 4:0      | Kvalifikace na EURO 2004     | padl ze hry |
| 17  | 06. 9. 2003  | Minsk, Bělorusko                           | Bělorusko         | 01:10 (37.)  | 1:3      | Kvalifikace na EURO 2004     | padl ze hry |
| 18  | 03. 6. 2006  | Letná, Praha                               | Trinidad a Tobago | 02:00 (22.)  | 3:0      | přátelské utkání             | padl ze hry |

## Funkcionářská a politická kariéra
Je členem Národní rady pro sport v rámci Národní sportovní agentury v oboru Zástupci sportovců.
V roce 2010 vstoupil do vedení Juventusu, stal se jedním z jeho ředitelů. Od října 2015 do listopadu 2022 byl viceprezidentem klubu Juventus.
Odstoupil z funkce 28. listopadu 2022 spolu s předsedou klubu Andreou Agnellim, kompletní správní radou i výkonným ředitelem Maurizio Arrivabenem pro podezření z falšování účetnictví. Nedvěd dostal v lednu 2023 za finanční podvody turínského celku při přestupech hráčů osmiměsíční zákaz působení ve fotbale. Klub navíc přišel v probíhajícím ročníku Serie A o 10 bodů. V květnu 2023 byl Nedvěd zproštěn viny.
Ke konci roku 2023 byl spojován s pozicí manažera české reprezentace, k týmu měl dle médií nastoupit po boku Ivana Haška, který se měl stát reprezentačním trenérem po odstoupení Jaroslava Šilhavého. Nedvěd nabídku oficiálně odmítl 3. ledna 2024. Nakonec nabídku na generálního manažera české reprezentace přijal v červnu 2025.